# Equação de Gibbs-Helmholtz
A Equação de Gibbs-Helmholtz segue a seguinte fórmula:
```

  

    

      

        

          

            
(

          

        

        

          

            

              

                
∂

              

              

              
(

              
Δ

              
G

              

                
/

              

              
T

              
)

            

            

              

                
∂

              

              

              
T

            

          

        

        

          

            

              
)

            

          

          

            
P

          

        

        
=

        
−

        

          

            

              

                
Δ

                
H

              

              

            

            

              
 

              

                
T

                

                  
2

                

              

            

          

        

      

    

    
{\displaystyle {\biggl (}{\operatorname {\partial } \!(\Delta G/T) \over \operatorname {\partial } \!T}{\Biggr )}_{P}=-{\operatorname {\Delta H} \! \over \ T^{2}}}

  

```

Sendo ΔG a variação da Energia Livre de Gibbs, T a Temperatura, P a Pressão e ΔH a Entalpia do processo.
Essa equação é aplicada em processos cuja entalpia é conhecida, permitindo facilmente obter-se a variação da Energia Livre de Gibbs em função da temperatura para um sistema cuja pressão é mantida constante.

## Aplicação em Reações Químicas
Pode ser utilizada para gases ideais ou reais, possuindo aplicações nas áreas de Química, Engenharia Metalúrgica e Engenharia Química.
As aplicações típicas da equação são à partir da forma padrão o é a pressão padrão, já que valores de ΔG em uma determinada temperatura
são tabelados ou facilmente determinados experimentalmente.
{\displaystyle \left({\frac {\partial (\Delta G^{\ominus }/T)}{\partial T}}\right)_{p}=-{\frac {\Delta H}{T^{2}}}}
Integrando a reação por separação de variáveis obtêm-se a fórmula:
{\displaystyle {\frac {\Delta G^{\ominus }(T_{2})}{T_{2}}}-{\frac {\Delta G^{\ominus }(T_{1})}{T_{1}}}=\Delta H^{\ominus }\left({\frac {1}{T_{2}}}-{\frac {1}{T_{1}}}\right)}
Essa equação permite o cálculo de qualquer variação de ΔG em qualquer temperatura desejada à partir do valor já conhecido.

## Relação com a constante de Equilíbrio
O termo abaixo que surge na Equação de Gibbs-Helmholtz para uma isoterma:
{\displaystyle {\frac {\Delta G^{\ominus }}{T}}=-R\ln K}
Relaciona a Energia Livre de Gibbs com a constante de equilíbrio K, permitindo o desenvolvimento da Equação de Van't Hoff.